# Jerry F. Hough
Pour les articles homonymes, voir Hough.
Jerry Fincher Hough, né le 26 avril 1935 et mort le 24 mai 2020, est un universitaire américain, professeur de science politique à l'Université Duke.

## Biographie
Jerry Hough mène ses études à Harvard jusqu'au doctorat, qu'il obtient en 1961. Il enseigne à l'Université de l'Illinois à Urbana-Champaign de 1961 à 1968, à l'Université de Toronto de 1968 à 1973, puis à l'Université Duke à partir de 1973. Il est membre de la Brookings Institution depuis 1988. Jerry Hough est rédacteur en chef, depuis 1989, de la revue Journal of Soviet Nationalities.
Ancien spécialiste de la politique et de l'administration soviétiques, les recherches de Jerry Hough sont actuellement tournées vers la politique intérieure des États-Unis.

## Travaux
Son premier livre a permis de combler un manque dans l'historiographie de l'URSS : la hiérarchie du Parti communiste de l'Union soviétique à l’échelon central était bien connue, mais il manquait des études du Parti à l’échelon régional et local. Dans son analyse de l’organisation administrative régionale, Jerry Hough considérait les secrétaires régionaux du Parti comme des « préfets ». Ceux-ci n’étaient pas des exécutants passifs de la politique du régime, mais des arbitres entre les hautes sphères du pouvoir et les populations locales, des maillons intermédiaires qui prenaient en compte à la fois la demande venue d’en haut et les demandes de la société.
L’administration régionale était le lieu où les conflits multiples trouvaient un début de solution. Selon Jerry Hough, « aucune société ne peut se maintenir si les flux sont à sens unique, du sommet vers la base ». La bureaucratie jouait un rôle important dans l’élaboration des politiques et jouissait d’une bien plus grande autonomie que la théorie du totalitarisme ne le suggérait.
Dans The Soviet Union and Social Science Theory, Jerry Hough a examiné la distribution du pouvoir en URSS, les conflits d’intérêts, l’opinion publique, ainsi que la participation des citoyens à l’élaboration de la politique. L’auteur s’est attaché à démontrer l’existence, même sous Staline, de progrès économiques et sociaux, et de mouvements d’ascension sociale dont avaient bénéficié des citoyens soviétiques issus de couches très modestes de la population.
Le politologue américain, dans la lignée de l’interprétation traditionnelle, percevait une continuité entre le léninisme et le stalinisme. Selon lui, il était improbable que la Nouvelle politique économique puisse poursuivre son existence sur le long terme. Le « grand tournant » était une révolution pour laquelle « Staline avait beaucoup de sympathisants et de passionnés dans les villes et dans le parti ». Jerry Hough ne percevait cependant pas le stalinisme comme le seul résultat des initiatives de Staline. Le pouvoir bolchevique, à de nombreuses reprises, est entré en négociation avec la société. Dans les années 1930, après avoir imposé des quotas élevés de livraison agricole à des prix très bas, Staline a autorisé les paysans à cultiver un lopin de terre privé. Ce genre de négociation permettait au régime de bénéficier d’un certain consensus.

## Publications en anglais
- Changing Party Coalitions : The Strange Red-Blue State Alignment, New York, Agathon, 2006.
- The Logic of Economic Reform in Russia, 1991-1998, Washington, The Brookings Institution, 2001.
- avec Timothy Colton (eds), Growing Pains : The 1993 Russian duma Election, Washington, The Brookings Institution, 1998.
- Democratization and Revolution in the USSR, 1985-1991, Washington, The Brookings Institution, 1997.
- avec Evelyn Davidheiser et Susan Goodrich Lehmann, The 1996 Russian Presidential Election, Washington, The Brookings Institution, 1996.
- Russia and the West : Gorbachev and the Politics of Reform, deuxième édition, New York, Simon & Schuster, 1990.
- Opening Up the Soviet Economy, The Brookings Institution, 1989.
- Russia and the West : Gorbachev and the Politics of Reform, Simon and Schuster, 1988.
- The Struggle for Third World : Soviet Debates and American Options, The Brookings Institution, 1986.
- The Polish Crisis, The Brookings Institution, 1982.
- Soviet Leadership in Transition, The Brookings Institution, 1980.
- avec Merle Fainsod, How the Soviet Union is Governed, Harvard University Press, 1979.
- The Soviet Union and Social Science Theory, Cambridge, Harvard University Press, 1977.
- The Soviet Perfects : The Local Party Organs in Industrial Decision-Making, Cambridge, Harvard University Press, 1969.